# Norra Klevaliden i Huskvarna
Norra Klevaliden är namnet på den branta backe i Huskvarna, som leder upp till Huskvarnabergen, för att där förena sig med Smedstorpsvägen, som den före dess förlängning till Ådalsvägen var en del av. 

## Klevalidsloppet

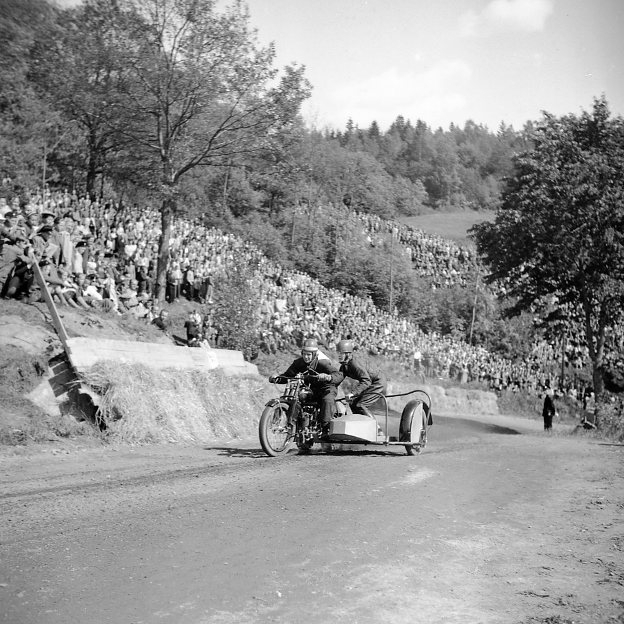
Klevalidsloppet kring 1950.

Backen användes 1933–1950 för Klevalidsloppet, en hastighetstävling för motorcykel och bil. Den kom senare att ingå i det varvlopp som här avslutade en etapp av cykeltävlingen Postgirot Open. Klevalidsloppet kördes med början 1924 i Södra Klevaliden – senare kallad Hakarpsvägen. Den flyttades 1933 till nedre delen av Smedstorpsvägen, som då gavs namnet Norra Klevaliden.
Riksidrottsförbundet har noterat Norra Klevaliden och de backtävlingar för motorcyklar och bilar som där hölls, liksom ovannämnda varvlopp på cykel. Man kallar den "landets enda backe av internationell standard" och låter den ingå i sin lista över 100 idrottshistoriska platser.

## Strutsabacken
I folkmun kom vägen att kallas Strutsabacken sedan änkan efter indelte soldaten Strutz flyttat in i torpstugan Gröndal, som uppfördes för henne i den så kallade Engvallakurvan, där den ännu 2011 kunde ses. Vid toppen av backen har den lokala orienteringsklubben Hakarpspojkarna sin klubbstuga. Intill denna väg ligger Huskvarna slalombacke, i folkmun kallad Palladam. Den fungerade som publikplats när ovannämnda backtävlingar kördes.